# 维克·米格诺纳

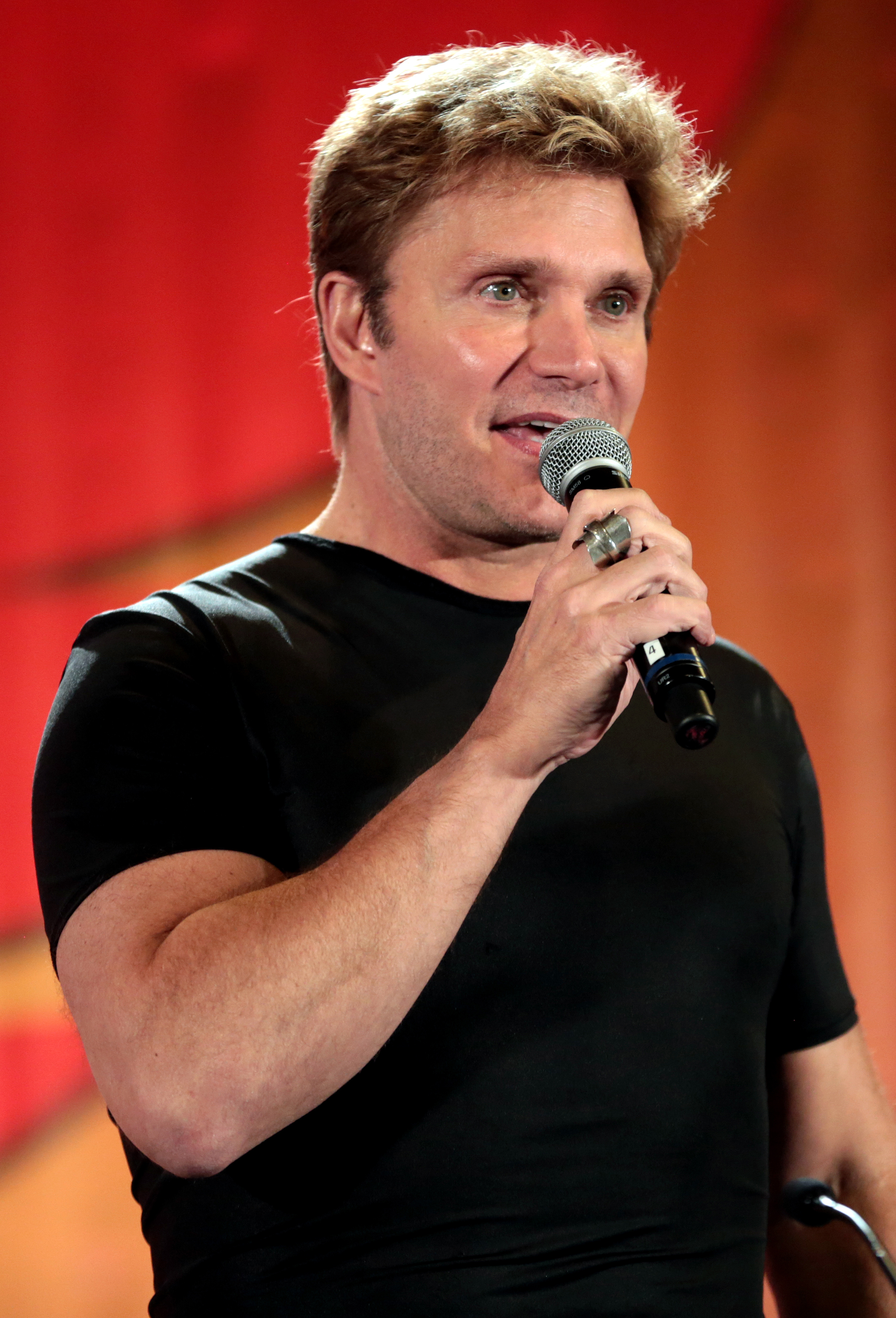
维克·米格诺纳

维克·米格诺纳（1962年8月27日—）  是美国配音演员、音乐人，曾為鋼之鍊金術師中的愛德華·艾力克配音，不過配音語言是英語。他還為七龍珠Z 、BLEACH、Code Geass、蜡笔小新和地狱少女 配音。